# 走路去紐約
《走路去紐約》為陶晶瑩於2005年9月2日發行的個人第八張原創專輯，同時也是加盟海蝶音樂後的唯一一張作品。

## 曲目
1. 走路去紐約
  - 作詞：林秋離、作曲：張蔚源、編曲：許環良
2. 水灣灣
  - 作詞・作曲：伍家輝、編曲：袁惟仁/陶晶瑩
3. 嫉妒
  - 作詞：林秋離、作曲：吳劍泓、編曲：陶晶瑩/莊慰義
4. mac & jack
  - 作詞：林秋離、作曲：陳治瑋、編曲：馬毓芬
  - 電影「狗狗心事」中文主題曲
5. 葉枯過
  - 作詞・作曲：林宇中、編曲：吳劍泓
6. shopping queen
  - 作詞：陳耀川、作曲：Izumikawa Sora、編曲：馬毓芬
7. 夏娃說
  - 作詞：徐世珍、作曲：李志源、編曲：馬毓芬
8. 準備中
  - 作詞：林秋離、作曲：葉嘉慧、編曲：黃中岳
9. 桃子
  - 作詞：陶晶瑩、作曲：林宇中、編曲：Kenn C
10. 女人心事
  - 作詞：陶晶瑩、作曲：陶晶瑩/黃韻玲、編曲：黃韻玲